# Lycodapus
Lycodapus – rodzaj ryb z rodziny węgorzycowatych (Zoarcidae).

## Klasyfikacja
Gatunki zaliczane do tego rodzaju:
- Lycodapus antarcticus
- Lycodapus australis
- Lycodapus derjugini
- Lycodapus dermatinus
- Lycodapus endemoscotus
- Lycodapus fierasfer
- Lycodapus leptus
- Lycodapus mandibularis
- Lycodapus microchir
- Lycodapus pachysoma
- Lycodapus parviceps
- Lycodapus poecilus
- Lycodapus psarostomatus